# كرة الطائرة في ألعاب البحر الأبيض المتوسط 2022
عُقدت منافسات كرة الطائرة في ألعاب البحر الأبيض المتوسط 2022 في وهران بين 26 يونيو و4 يوليو 2022.

## ملخص الميدالية

### المنافسات
| الألعاب | الذهبية | الفضية  | البرونزية |
| ------- | ------- | ------- | --------- |
| رجال    | كرواتيا | إسبانيا | إيطاليا   |
| سيدات   | إيطاليا | تركيا   | صربيا     |

### جدول الميداليات
*   البلد المضيف (مضيف)
| المرتبة | فريق    | ذهبية | فضية | برونزية | المجموع |
| ------- | ------- | ----- | ---- | ------- | ------- |
| 1       | إيطاليا | 1     | 0    | 1       | 2       |
| 2       | كرواتيا | 1     | 0    | 0       | 1       |
| 3       | إسبانيا | 0     | 1    | 0       | 1       |
| 3       | تركيا   | 0     | 1    | 0       | 1       |
| 5       | صربيا   | 0     | 0    | 1       | 1       |
| المجموع | المجموع | 2     | 2    | 2       | 6       |

## الدول المشاركة
| الاتحادية                      | البلد                                                                   |
| ------------------------------ | ----------------------------------------------------------------------- |
| الاتحاد الأفريقي لكرة الطائرة  | الجزائر · مصر · تونس                                                    |
| الاتحاد الأوروبي للكرة الطائرة | إيطاليا · مقدونيا · اليونان · تركيا · فرنسا · كرواتيا · صربيا · إسبانيا |

| الاتحادية                      | البلد                                                                   |
| ------------------------------ | ----------------------------------------------------------------------- |
| الاتحاد الأفريقي لكرة الطائرة  | الجزائر · مصر · تونس                                                    |
| الاتحاد الأوروبي للكرة الطائرة | إيطاليا · مقدونيا · اليونان · تركيا · فرنسا · كرواتيا · صربيا · إسبانيا |

## روابط خارجية
- موقع رسمي نسخة محفوظة 6 يونيو 2022 على موقع واي باك مشين.
- كتاب النتائج